# شهرستان اوستروف مازوویتسکا
شهرستان اوستروف مازوویتسکا (به لهستانی: Powiat Ostrów Mazowiecka) یک شهرستان در لهستان است که در استان ماسوویان واقع شده‌است. شهرستان اوستروف مازوویتسکا ۱٬۲۱۸٫۰۶ کیلومتر مربع مساحت و ۷۵٬۰۷۳ نفر جمعیت دارد.